# 7artisans
7artisans (Shenzhen 7artisans Photoelectric Technology Co., Ltd) és un fabricant xinès d'objectius i accesoris fotogràfics.
La seu central i la producció es troben a Shenzhen. I el seu fundador i dissenyador de producte és Li Qing.

## Història
Un grup d'entusiastes de càmeres xinesos es va reunir per a un sopar l'estiu de 2015. Alguns estaven interessats en el disseny òptic, mentre que d'altres eren més hàbils en l'execució de línies de producció en fàbriques, i un era un àvid col·leccionista d'objectius Leica. Tots van arribar a la mateixa conclusió: "Si combinem les nostres habilitats i treballem junts, podrem crear objectius nous i originals". Així va començar el Projecte de 7Artisans.
En les primeres etapes, moltes persones es van incorporar al projecte formant així l'equip inicial. Es va començar amb la prova de prototips, la identificació de problemes, la millora dels dissenys, així com la racionalització del muntatge.
Moltes dels membres que van formar l'equip inicial, van abandonar a causa dels llargs cicles de desenvolupament de producte.
Quan es va completar la producció del primer objectiu, el 7artisans 50 mm f/1.1, només quedaven 7 membres.
Ara a cada objectius s'hi pot llegir: 7artisans, en homenatge als set membres que van creure en el projecte des del principi.

## Sigles
Igual que tots els altres fabricants d'objectius, Venus Optics també usa un conjunt de sigles per a designar aspectes bàsics de cada objectiu:
- UFO: Objectiu pancacke, prim i lleuger[3]
- Mark II: Objectiu millorat de la primer versió

## Objectius
| Distància focal | Obertura | Any  | Distància mínima d'enfoc | Diametre de filtre | Muntures                                                                                |
| --------------- | -------- | ---- | ------------------------ | ------------------ | --------------------------------------------------------------------------------------- |
| 4mm             | 2.8      | 2022 | 0.085m                   | -                  | Canon EF-M / Fujifilm X / Sony E / Micro Quatre Terços                                  |
| 7.5mm           | 2.8      | 2017 | 0.15m                    | -                  | Canon EF-M / Fujifilm X / Sony E / Micro Quatre Terços                                  |
| 7.5mm           | 2.8      | -    | 0.15m                    | -                  | Canon EF-M / Fujifilm X / Sony E / Micro Quatre Terços / Nikon Z                        |
| 10mm            | 2.8      | 2021 | 0.17m                    | -                  | Canon RF / Leica L / Sony FE / Nikon Z                                                  |
| 12mm            | 2.8      | 2017 | 0.20m                    | 46mm               | Canon EF-M / Fujifilm X / Sony E / Micro Quatre Terços                                  |
| 12mm            | 2.8      | -    | 0.15m                    | 67mm               | Canon EF-M / Canon RF-S / Fujifilm X / Sony E / Micro Quatre Terços / Nikon Z           |
| 18mm            | 6.3      | 2020 | 0.30m                    | -                  | Canon EF-M / Fujifilm X / Sony E / Micro Quatre Terços                                  |
| 25mm            | 1.8      | 2017 | 0.18m                    | 46mm               | Canon EF-M / Fujifilm X / Sony E / Micro Quatre Terços                                  |
| 25mm            | 0.95     | -    | 0.25m                    | 52mm               | Canon EF-M / Canon RF-S / Fujifilm X / Sony E / Micro Quatre Terços / Leica L / Nikon Z |
| 28mm            | 5.6      | 2022 | 1.0m                     | 35.5mm             | Leica M                                                                                 |
| 28mm            | 1.4      | -    | 0.70m                    | 52mm               | Leica M / Sony FE                                                                       |
| 35mm            | 5.6      | -    | 0.30m                    | -                  | Canon RF / Leica L / Sony FE / Nikon Z                                                  |
| 35mm            | 5.6      | -    | 0.30m                    | -                  | Leica M                                                                                 |
| 35mm            | 2.0      | 2017 | 0.45m                    | 43mm               | Canon EF-M / Fujifilm X / Sony E                                                        |
| 35mm            | 2.0      | -    | 0.70m                    | 55mm               | Leica M                                                                                 |
| 35mm            | 1.4      | -    | 0.35m                    | 43mm               | Canon EF-M / Canon RF / Fujifilm X / Sony E / Micro Quatre Terços / Nikon Z             |
| 35mm            | 1.4      | -    | 0.70m                    | 49mm               | Leica M                                                                                 |
| 35mm            | 1.2      | 2017 | 0.35m                    | 43mm               | Canon EF-M / Fujifilm X / Sony E / Micro Quatre Terços                                  |
| 35mm            | 1.2      | -    | 0.35m                    | 46mm               | Canon EF-M / Fujifilm X / Sony E / Micro Quatre Terços / Nikon Z                        |
| 35mm            | 0.95     | 2021 | 0.37m                    | 52mm               | Canon EF-M / Canon RF-S / Fujifilm X / Sony E / Micro Quatre Terços / Nikon Z           |
| 50mm            | 1.8      | -    | 0.50m                    | 52mm               | Canon EF-M / Fujifilm X / Sony E / Micro Quatre Terços                                  |
| 50mm            | 1.1      | -    | 0.70m                    | 55mm               | Leica M                                                                                 |
| 50mm            | 1.05     | 2022 | 0.57m                    | 58mm               | Canon RF / Leica L / Sony FE / Nikon Z                                                  |
| 50mm            | 0.95     | 2021 | 0.45m                    | 62mm               | Canon EF-M / Canon RF-S / Fujifilm X / Sony E / Micro Quatre Terços / Nikon Z           |
| 55mm            | 1.4      | 2017 | 0.35m                    | 49mm               | Canon EF-M / Fujifilm X / Sony E / Micro Quatre Terços                                  |
| 55mm            | 1.4      | 2021 | 0.42m                    | 52mm               | Canon EF-M / Fujifilm X / Sony E / Micro Quatre Terços / Nikon Z                        |
| 60mm            | 2.8      | -    | 0.26m                    | 39mm               | Canon EF-M / Fujifilm X / Sony E / Micro Quatre Terços                                  |
| 60mm            | 2.8      | 2022 | 0.18m                    | 49mm               | Canon EF-M / Canon RF-S / Fujifilm X / Leica L / Sony E / Micro Quatre Terços / Nikon Z |
| 75mm            | 1.25     | -    | 0.80m                    | 62mm               | Leica M                                                                                 |
| 85mm            | 1.8      | 2024 | 0.80m                    | 62mm               | Sony E                                                                                  |

### Cine

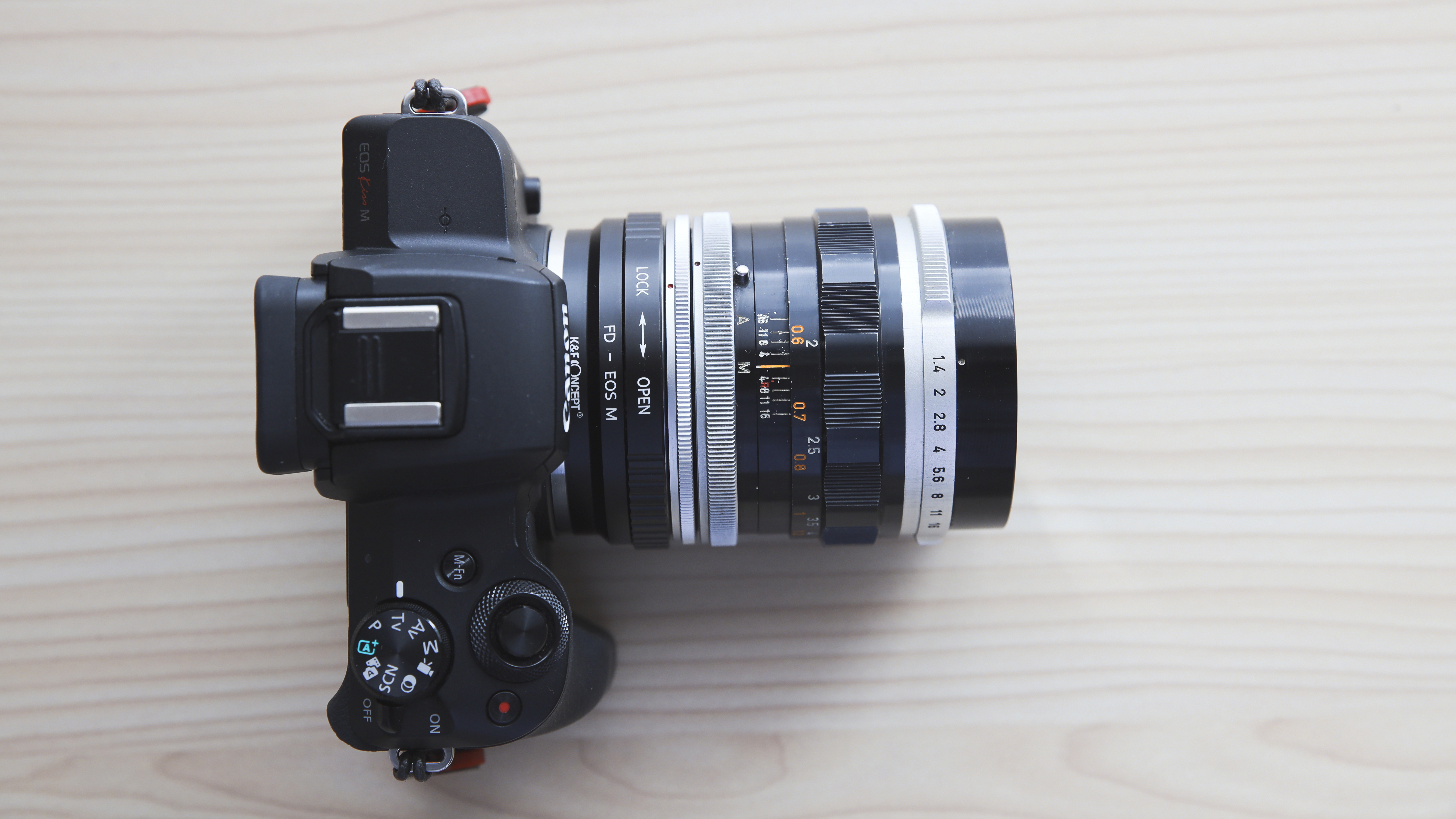
7artisans 50mm f/1.1

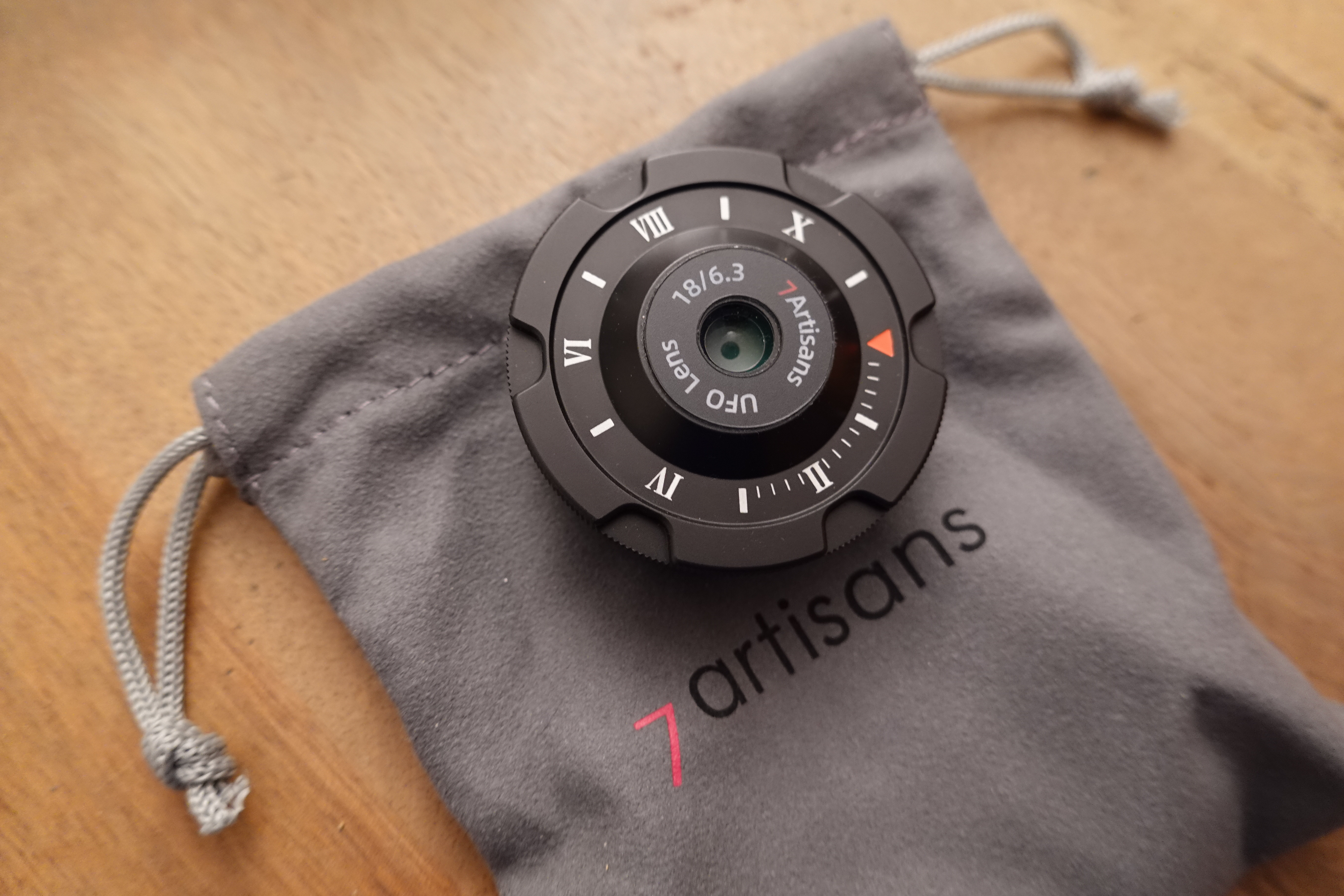
7artisans 18mm f/6.3 UFO

| Distància focal | Obertura (T) | Any  | Distància mínima d'enfoc | Diametre de filtre | Muntures                                                                   |
| --------------- | ------------ | ---- | ------------------------ | ------------------ | -------------------------------------------------------------------------- |
| 12mm            | 2.9          | 2022 | 0.14m                    | 82mm               | Canon RF-S / Fujifilm X / Leica L / Sony E / Nikon Z / Micro Quatre Terços |
| 25mm            | 1.05         | 2022 | 0.23m                    | 82mm               | Canon RF-S / Fujifilm X / Leica L / Sony E / Nikon Z / Micro Quatre Terços |
| 35mm            | 1.05         | 2022 | 0.37m                    | 82mm               | Canon RF-S / Fujifilm X / Leica L / Sony E / Nikon Z / Micro Quatre Terços |
| 50mm            | 1.05         | 2022 | 0.50m                    | 82mm               | Canon RF-S / Fujifilm X / Leica L / Sony E / Nikon Z / Micro Quatre Terços |
| 35mm            | 2.0          | 2022 | 0.28m                    | 82mm               | Leica L / Sony FE / Nikon Z                                                |
| 50mm            | 2.0          | 2022 | 0.48m                    | 82mm               | Canon RF / Leica L / Sony FE / Nikon Z                                     |
| 85mm            | 2.0          | 2022 | 0.79m                    | 82mm               | Canon RF / Leica L / Sony FE / Nikon Z                                     |

### Altres objectius
L'empresa a part d'objectius amb muntura també fàbrica i comercialitza:
- Objectiu macro i ull de peix tipus clip per a mòbils
- Objectiu 25mm f/5.6 APS-C per dron
- Objectiu 35mm f/5.6 Full Frame per dron[36]
- Objectiu 50mm f/5.6 Full Frame per dron

## Accessoris
L'empresa també fàbrica i comercialitza els següents accesoris: 
- Gamma de filtres de rosca amb diferents diàmetres: Densitat neutre, UV i polaritzador.
- Para-sols de rosca amb diferents diàmetres
- Adaptadors de muntura
- Anells d'extensió de distància focal
- Estotjos de cuir per objectius
- Maleta de transport per objectius